# Mars 2005 en Afrique
 (février 2019).

## Mardi1ermars
- Algérie : Un glissement de terrain à  Bab El-Oued (centre d’Alger) a touché un bidonville faisant deux morts et quatorze blessés.

- République démocratique du Congo : La Mission de l'Organisation des Nations unies en République démocratique du Congo (Monuc) est intervenue militairement à Loga, quatre jours après l'assassinat de neuf Casques bleus en Ituri. Selon un bilan provisoire de l’Onu, cette opération de sécurisation a permis de démanteler deux camps de miliciens et a entraîné la mort de cinquante miliciens. Des habitants de Loga ont affirmé que dix enfants ont été tués au cours de cette opération militaire.

## Mercredi2 mars
- Burkina Faso : en marge du Festival panafricain du cinéma et de la télévision de Ouagadougou (FESPACO), les cinéastes africains, conduit par le réalisateur burkinabé Idrissa Ouedraogo, ont tenu une conférences de presse pour soutenir les producteurs de coton africains menacés par les subventions accordés par les États-Unis et les pays européens à leurs producteurs. Plusieurs musiciens, dont le groupe de rap burkinabé « Yeleen » soutiennent cette initiative.
- Côte d’Ivoire : les miliciens du Mouvement ivoirien de libération de l’Ouest de la Côte d’Ivoire (Miloci), proches du gouvernement, ont attaqué les forces Nouvelles à Lougoualé, violant le cessez-le-feu.
- Maroc : l’Organe international de contrôle des stupéfiants dans son rapport annuel affirme que le Maroc est le « plus grand  producteur de cannabis » en Afrique avec une production de plus de 3 000 tonnes de résine de cannabis par an sur une surface évaluée à 1 340 km2.
- Somalie : Kofi Annan, secrétaire général des Nations unies, a recommandé le renforcement de l’embargo sur les armes à destination de la Somalie.

## Jeudi3 mars
- Kenya : ouverture d’une réunion ministérielle de l'Organisation mondiale du commerce (OMC) à Ukunda (sud de Mombasa). Plusieurs centaines d’altermondialistes ont manifesté pour protester contre les subventions agricoles des pays riches. La police a procédé à 41 arrestations pour « participation à une manifestation illégale ». Le Sénégal, représenté par son ministre du Commerce Mamadou Diop Decroix, défend  les dossiers des Pays les moins avancés (PMA) notamment le coton et les subventions agricoles.
- Sénégal : Mohammed VI, roi du Maroc est en visite officielle à Dakar où il a été reçu par Abdoulaye Wade, président sénégalais. Plusieurs accords et conventions ont été signés sur la santé et la prévention médicale, la gestion et l’exploitation de la ligne maritime  Dakar-Ziguinchor, l’évacuation sanitaire et sur la coopération maritime entre les deux pays.
- Togo : 
  - La Commission électorale nationale indépendante (CENI) a annoncé que l’élection présidentielle est fixée au 24 avril 2005.
  - Les trois partis de l’opposition, l'Union des forces de changement (UFC), le Comité d'action pour le renouveau (CAR) et la Convention démocratique des peuples africains (CDPA) ont annoncé qu’ils participeraient à l’élection présidentielle. Ils avaient menacé de la boycotter si « la pleine légalité constitutionnelle »  n’était pas rétablie. Les trois partis de l’opposition réclament la révision des listes électorales  avant le scrutin.
  - Kofi Yamgnane, ancien secrétaire d'État français à l'Intégration, possédant la double nationalité française et togolaise a annoncé sa candidature à l’élection présidentielle.

## Vendredi4 mars
- Mali : L’Agence de presse des Nations unies IRIN rapporte qu’« au cours d’une mission d’évaluation de la situation alimentaire effectuée le mois dernier dans le pays, les techniciens du Système d’alerte précoce (SAP) du gouvernement malien estiment que plus d’un million de personnes ont besoin d’une aide alimentaire d’urgence »,  notamment dans les régions de Mopti, Gao et Tombouctou au nord du Mali. Le Programme alimentaire mondial confirme l’aggravation de la situation alimentaire et approuve une opération d’urgence de distribution de 12 000 tonnes de vivres aux populations les plus démunis, selon son représentant Pablo recaldo.

- Nigeria : La police a arrêté un camion frigorifique transportant 64 enfants venant de Mokwa (État de Niger). Ils devaient être amenés à Lagos pour y travailler comme domestiques. Les enfants ont été confiés à l'Agence nationale de prohibition de la traite des êtres humains (NAPTIP). La veille, un camion transportant 52 enfants en provenance du Togo a été arrêté à la frontière. Quatre personnes soupçonnées de trafic d’enfants ont été appréhendées et les enfants ont été rapatriés au Togo.

## Samedi5 mars
- Togo
  - Fambaré Natchaba Ouattara, ancien président de l’assemblée nationale, est arrivé à Lomé en présence de Mathieu Kérékou, président du Bénin. Ils ont eu un entretien avec Abbas Bonfoh, nouveau président de l’assemblée nationale et Koffi Sama, premier ministre. Fambaré Natchaba Ouattara a également présenté ses condoléances à la famille de l’ancien président décédé.
  - Plusieurs partis de l’opposition dont la Convention démocratique du peuple africain (CDPA) et la Convergence patriotique panafricaine (CPP) poursuivent leurs consultations en vue de désigner un candidat unique pour l’élection présidentielle du 24 avril 2005.

## Dimanche6 mars
- Maroc : une manifestation organisée par un collectif d’associations « Watanouna » (notre patrie) et soutenue par le gouvernement et les principaux partis politiques a rassemblé plusieurs milliers de personnes à Rabat pour demander la libération des prisonniers marocains détenus par le Front Polisario dans le Sud-Ouest algérien.
- Somalie : des affrontements interclaniques dans le district de hobyo (région de Mudug, centre) ont fait au moins douze morts et 35 blessés entre samedi soir et dimanche.

## Lundi7 mars
- Afrique du Sud : le conseil municipal de Pretoria a décidé de rebaptiser la capitale du nom de Tshwane.
- Sierra Leone : ouverture du procès de trois anciens membres du gouvernement militaire, accusés de crime contre l’humanité pendant la guerre civile. Il leur est notamment reproché des crimes, des viols, de l’esclavage sexuel et le recrutement d’enfants soldats.

## Mardi8 mars
- Union africaine : Alpha Oumar Konaré, président de la Commission de l’Union africaine a lancé un appel aux gouvernements africains « pour la mobilisation rapide » de soldats chargés du maintien de la paix dans les zones de conflits, notamment en Côte d’Ivoire et en République démocratique du Congo.
- Bénin et Niger : la Cour internationale de justice a entendu les représentants du Bénin (le 7 mars) et du Niger (le 8 mars) à propos d’un différend frontalier concernant des îles du fleuve Niger.
- Guinée : le gouvernement de Cellou Dalein Diallo a été remanié par décret présidentiel. Moussa Sampil qui était ministre de la sécurité quitte le gouvernement et est remplacé par Ousmane Camara.

## Mercredi9 mars
- Afrique du Sud : un séisme de magnitude 5,3 et dont l’épicentre est situé à Klerksdorp, ville proche de Stilfontein (160 km de Johannesburg) s’est produit à 12 h 15, heure locales (10 h 15 GMT). Il est responsable d’au moins un mort et 26 blessés (et un disparu) dans une mine et de 38 blessés en ville.
- Côte d’Ivoire : les chefs des établissements scolaires de Côte d'Ivoire et leurs adjoints, réunis en assemblée générale extraordinaire à Abidjan ont exprimé leur indignation  face au « comportement dangereux, agressif et irresponsable des élèves qui se manifeste par des jets de pétards, les arrêts intempestifs des cours engendrant le départ prématuré en congé, l'indifférence, voire la démission des parents vis-à-vis du comportement pervers et déviationniste de leurs enfants et la passivité affichée par la société civile face à la crise identitaire des élèves ».
- Sénégal :
  - Abdoulaye Wade, président de la république a procédé à un remaniement du gouvernement dirigé par Macky Sall, premier ministre.
  - Au cours d’un forum organisé par l’organisation  non gouvernementale APRAN/SDP pour la paix, le pardon, la réconciliation et la reconstruction de la Casamance, la population de Sindian (60 km de Ziguinchor, le long de la frontière avec la Gambie) a attiré l’attention des autorités sur la pénurie d’eau et de nourriture qui menace les milliers de personnes récemment rentrées d’exil depuis la fin du conflit en Casamance.

- Soudan : le gouvernement et les anciens rebelles ont déclaré que la reconstruction du pays nécessitera 8 milliards de dollars. Si les recettes du pétrole couvriront une grande partie de cette somme, le Soudan demande une aide exceptionnelle de 2,5 milliards de dollars.

## Jeudi10 mars
- Côte d’Ivoire : 
  - Les Forces nouvelles, mouvement de rébellion du nord de la Côte d’Ivoire, a exprimé ses craintes d’une « reprise imminente des hostilités ».
  - Laurent Gbagbo, président de la République, a signé un décret renouvelant l’interdiction des « marches, sit-in et manifestations sur la voie publique sur toute l'étendue du district d'Abidjan sur la période du 11 mars 2005 au 11 juin 2005 ».
- Namibie : la Haute Cour a ordonné un nouveau décompte des résultats des élections législatives de novembre 2004, remportées par l'Organisation des peuples du sud-ouest africain (SWAPO). Deux partis de l’opposition avaient demandé l’annulation du scrutin en raison d’irrégularités.
- Rwanda : les procès des auteurs présumés du génocide au Rwanda de 1994 devant les gacaca (tribunaux populaires) ont débuté à travers le pays.

## Vendredi11 mars
- Botswana : à l’occasion du salon du tourisme de Berlin « Internationale Tourismus-Börse » l’organisation non gouvernementale Survival International appelle au boycott du tourisme au Botswana tant que les ethnies Bushmen Gana et Gwi « ne seront pas autorisées à retourner sur leurs terres du Kalahari central et pratiquer librement leurs activités traditionnelles de chasse et de cueillette ». Selon Stephen Corry (en), directeur général de Survival International, « Les Gana et les Gwi luttent pour leur survie dans des camps de relocalisation où ils dépérissent et sont en proie à l’alcoolisme, la prostitution et le sida. »
- Burundi : la Ligue burundaise pour la protection de l'enfance et de la jeunesse (Libejeun) a déposé plainte devant la justice burundaise contre quatre soldats éthiopiens des Nations unies impliqués dans un réseau de prostitution infantile à Gitega (centre du Burundi)
- Niger : le gouvernement a interdit les cérémonies publiques de libérations d’esclave dans le nord et l’ouest du pays, dans la crainte que ces cérémonies portent atteintes à la crédibilité du pays. Timidria, association anti-esclavagiste du Niger dénonce « la politique de l’autruche » du gouvernement : « La meilleure approche contre l'esclavage (qui concernerait entre 40 000 et 200 000 personnes) est de créer des écoles pour chasser l'ignorance et des projets de développement pour chasser la pauvreté ».

## Samedi12 mars
- Sénégal : ouverture du Festival « Africa Live » à Dakar, destiné à alerter la communauté internationale sur le paludisme en Afrique. Ce festival fait partie de l’initiative « Partenariat pour faire reculer le paludisme » (« Roll Back Malaria Partnership »), lancée en 1998 par l'Organisation mondiale de la santé (OMS), le Programme des Nations unies pour le développement (Pnud), le Fonds des nations unies pour l'enfance (Unicef) ainsi que la Banque mondiale. Durant deux jours, de nombreux artistes, essentiellement africains donnent des concerts au Stade Iba Mar Diop de Dakar d’une capacité de 40 000 spectateurs.
- Mali : inauguration par Amadou Toumani Touré, président de la République, de la première foire exposition internationale à Kayes, capitale de la première région qui se déroule jusqu’au 21 mars et qui accueille des délégations du Sénégal, de la Mauritanie, de la Gambie, de la Guinée, de l’Iran, du Pakistan et de la Chine.

## Dimanche13 mars
- Burkina Faso : décès de Titiane Coulibaly (64 ans), musicien, ancien chef de l’Orchestre national du Burkina Faso.
- Centrafrique : premier tour des élections présidentielle (onze candidats) et législatives (900 candidats pour 105 sièges à pourvoir). Ces élections doivent marquer la fin de la transition ouverte après le coup d'État du 15 mars 2003 qui a renversé l’ancien président Ange-Félix Patassé et porté au pouvoir François Bozizé. Les résultats de ce premier tour doivent être connus dans quinze jours selon la Commission électorale mixte indépendante (Cémi).
- Côte d’Ivoire : Charles Blé Goudé, leader du mouvement des « jeunes patriotes », proche du président Laurent Gbagbo, a annoncé au cours d’une réunion publique à Abidjan l’organisation de plusieurs manifestations entre le 19 mars et le 4 avril contre la présence des troupes françaises de « l’Opération Licorne » qu’il qualifie de « force d'occupation et d'exécution ».
- Togo : les obsèques de l’ancien président Gnassingbé Eyadéma sont célébrées à Lomé. Plusieurs chefs d’États africains sont présents : Olusegun Obasanjo, président du Nigeria et de l’Union africaine, Mamadou Tandja, président du Niger et de la Communauté économique des États de l'Afrique de l'Ouest (CEDEAO), Mathieu Kérékou, président du Bénin, John Kufuor, président du Ghana et Laurent Gbagbo, président de la Côte d’Ivoire. La France est représentée par Michel Barnier, ministre des Affaires étrangères et Michel de Bonnecorse, conseiller pour l'Afrique de Jacques Chirac. Louis Michel, commissaire au développement de l'Union européenne assiste également aux obsèques.

## Lundi14 mars
- Togo : la coalition des six partis de l’opposition a désigné son candidat unique pour l’élection présidentielle du 24 avril 2005. Il s’agit de Emmanuel Bob Akitani, premier vice-président de l'Union des forces de changement (UFC), le principal parti de l'opposition dirigé par Gilchrist Olympio.

## Mardi15 mars
- Mali : les cheminots ont observé une grève du 15 au 17 mars afin d’obtenir une revalorisation de la grille des salaires. Elle a paralysé l’unique ligne de chemin de fer du Dakar-Niger reliant Dakar, Kayes et Bamako.
- Niger : une manifestation a eu lieu à Niamey contre le coût de la vie. 47 personnes ont été arrêtées par les forces de police.
- République démocratique du Congo : première audience de la Cour pénale internationale (CPI) de La Haye concernant les crimes contre l’humanité commis en République démocratique du Congo.

## Mercredi16 mars
- Burundi : l'Organisation des Nations unies pour l'alimentation et l'agriculture (FAO) et le Programme alimentaire mondial (PAM) ont annoncé que « deux millions de Burundais auront besoin d'assistance alimentaire cette année, soit 40 % de plus qu'en 2004 ». Zlatan Milisic, Directeur du PAM au Burundi a déclaré qu’« Après plusieurs années de guerre, les conditions de vie de la plupart des Burundais sont dures et la sécheresse est en train de créer une pression supplémentaire sur les populations déjà très pauvres ». Cette détérioration de la sécurité alimentaire menace le fragile processus de paix en cours dans le pays.
- Cameroun : Clobert Tchatat, ministre de l'agriculture et du développement rural que la « situation alimentaire était précaire dans la province de l'Extrême-nord » et même très préoccupante dans le département du Logone-et-Chari. Face à la menace de famine, due à une mauvaise répartition des pluies, le Cameroun va solliciter une aide d’urgence auprès du programme alimentaire mondial.
- Côte d’Ivoire : l'Opération des Nations unies en Côte d'Ivoire (ONUCI) a réclamé l’ouverture d’une enquête sur la mort dans la prison de Bouaflé de treize détenus qui auraient succombé à des actes de tortures infligés par des gardes forestiers.
- Mali : les deux principales maisons de production musicale du Mali, Seydoni et Mali K7, ont mis leur personnel au chômage technique. Ces deux sociétés sont victimes de la piraterie qui leur fait perdre 90 % de leur chiffre d’affaires, soit deux milliards de francs CFA et demandent au gouvernement de faire appliquer la loi contre la contrefaçon.
- Tchad : les fonctionnaires de la santé publique et de l’action sociale ont entamé une grève de 72 heures. Ils réclament le paiement des arriérés de salaires et le versement des primes de risque.
- Togo : Harry Olympio, président du Rassemblement pour le soutien à la démocratie et au développement (RSDD, opposition modérée) a annoncé sa candidature à l’élection présidentielle du 24 avril.
- Zimbabwe : Amnesty International a publié un rapport qui dénonce « Les violations persistantes et systématiques des droits de l'Homme et la volonté délibérée du gouvernement de ne pas juger ceux qui sont suspectés » qui compromettent la tenue d’élections libres et équitables le 31 mars 2005.

## Jeudi17 mars
- Mali : 
  - Le gouvernement malien a signé avec le Programme alimentaire mondial deux protocoles d’accord d’un montant de 4,5 milliards de francs CFA. Le premier porte sur « l'assistance aux populations affectées par l'invasion acridienne et la sécheresse » et le second sur la « réponse à la crise en Côte d'Ivoire et ses répercussions dans la région ». Ce second programme vise à aider les populations rapatriées ou déplacées dans différents pays de la région (Mali, Burkina Faso et Ghana) à la suite de la guerre civile de Côte d'Ivoire.
  - La première pierre de l’Institut africain des métiers de l'aérien a été posée sur le site de l’Aéroport international de Bamako-Sénou. Ce nouvel institut de formation a été initié par la compagnie aérienne Air France.
- Nigeria : signature à Abuja d’une convention entre la France et l'Agence nationale pour la lutte contre le trafic d'êtres humains (NAPTIP) sur l’assistance et la réinsertion des enfants victimes de trafic au Nigeria, d’un coût de 30 000 euros. Le 12 mars, la police nigériane avait découvert une soixantaine d’enfants âgés de neuf mois et quartoze ans, entassés dans un camion frigorifique.

## Vendredi18 mars
- Burundi : 
  - Domitien Ndayizeye, président de transition a promulgué la nouvelle constitution adoptée le 28 février dernier.
  - Carolyn McAskie, Représentante spéciale du Secrétaire général des Nations unies pour le Burundi, a annoncé que le processus de paix au Burundi était sur la bonne voie malgré l’accroissement de la criminalité dû à la prolifération des armes à feu. Elle a cependant regretté la faiblesse du soutien financier international qui risque de compromettre les progrès réalisés.
- Ouganda : l’armée a annoncé avoir tué sept rebelles de l'Armée de résistance du Seigneur (LRA) et libéré treize enfants captifs de ce mouvement.

## Samedi19 mars
- Côte d’Ivoire : 
  - Tiken Jah Fakoly, chanteur ivoirien de reggae, invité d'honneur du Festival du grand reportage d'actualité et de documentaire de société (FIGRA) au Touquet s’est déclaré inquiet de la situation en Côte d’Ivoire. Il a notamment déclaré « qu'on a l'impression que ceux qui tiennent la clé du problème n'ont pas envie de trouver de solution parce que simplement tant que ce pays est dans cette situation de ni paix ni guerre, cela arrange certaines personnes comme le pouvoir d'Abidjan ».
  - Le mouvement des « jeunes patriotes » ont manifesté dans l’ouest du pays pour protester contre la présence des formes française de l’Opération Licorne. Dans le Nord, dans la zone sous contrôle des rebelles, une autre manifestation était organisée pour plaider au contraire pour le maintien de la présence militaire française.
- République démocratique du Congo : Thomas Lubanga, chef de l'Union des patriotes congolais (UPC), une milice opérant en Ituri, a été arrêté et transféré à la prison centrale de Kinshasa. Le 2 mars, le Conseil de sécurité des Nations unies avait désigné Thomas Lubanga comme un des chefs miliciens responsables de la recrudescence des violences en Ituri depuis la mi-décembre.
- Sénégal : Abdoulaye Wade, président sénégalais, actuellement en visite en France où il est invité d’honneur de Foire de Lyon a été élevé au rang de Citoyen d'honneur de la ville de Lyon et a reçu le titre docteur honoris causa de l'université de Lyon. Il a invité les paysans français à venir s’installer au Sénégal afin que les paysans sénégalais puissent « apprendre leurs techniques et bénéficier de leurs conseils pour exporter vers des pays qu'ils connaissent ».

## Dimanche20 mars
- Sénégal : une rencontre internationale réunit pendant une semaine une quarantaine des jeunes des quartiers des différents pays (Bolivie, Maroc, Mali, Sénégal, Brésil, Espagne et France). Baptisée « quartiers du monde », elle vise à former des jeunes capables de participer au développement de leurs quartiers. Ada Bazan, coordinatrice de cette opération, explique que « chacun essaye d'apporter à l'autre sur les réalités de son quartier, il a y donc forcément un échange d'expériences de cultures qui peut toujours être bénéfique aux jeunes ».

## Lundi21 mars
- Éthiopie : le bureau de l'ONU pour la coordination des affaires humanitaires (OCHA-Éthiopie) a annoncé qu’au moins 40 000 personnes du district de Boricha de la Région éthiopienne des nations, nationalités et populations du Sud ont besoin d’aide alimentaire et d’approvisionnement en eau en raison de l’insuffisance des pluies l’année dernière qui a entraîné l’assèchement des cours d’eau et une mauvaise récolte de maïs, principale culture vivrière.

- Namibie : Hifikepunye Pohamba est devenu officiellement président de la Namibie (le deuxième depuis l’indépendance en 1990). Le nouveau président, élu lors des élections générales des 15 et 16 novembre 2004, a prêté serment au cours d’une cérémonie où étaient présents plusieurs chefs d’État africains, dont Thabo Mbeki, président de l’Afrique du Sud.

- Zimbabwe : lancement de The Zimbawean, un nouveau quotidien en ligne[1].

## Mardi22 mars
- Burundi : décès de Simon Nyandwi, ministre de l’intérieur. Il était membre de l’ancien groupe rebelle Forces pour la défense de la démocratie.

## Mercredi23 mars
- Burkina Faso : décès de Francis Médah, chanteur burkinabé, des suites d’un accident de voiture.

## Jeudi24 mars
- Cameroun : l’Unicef a présenté à Yaoundé son nouvel ambassadeur, le footballeur camerounais Samuel Eto'o qui sera particulièrement chargé de la lutte et de la prévention contre le VIH/Sida.
- Côte d’Ivoire : 
  - Le Front populaire ivoirien (FPI), parti du président Laurent Gbagbo, réclame le départ des militaires français de l'Opération Licorne qu’il accuse d’avoir « perdu leur crédibilité, leur neutralité et leur impartialité pour se positionner comme acteurs du conflit en tant que force belligérante ». Le FPI demande le renforcement de la mission de l'Opération des Nations unies en Côte d'Ivoire(Onuci).
  - Laurent Gbagbo a demandé à son gouvernement de poursuivre la préparation des élections générales (présidentielle, législatives et municipales) prévues en octobre 2005 qui doivent mettre « fin définitivement à la crise ».
- Éthiopie : l'organisation de défense des droits de l'Homme Human Rights Watch (HRW) a publié un rapport intitulé « Les Anuak pour cible : violations des droits de l'homme et crimes contre l'humanité dans la région éthiopienne de Gambella » qui accuse l’armée éthiopienne d’avoir commis des violations des droits de l’Homme à grande échelle (viols, tortures, et meurtres) contre la population civile Anuak dans la région de Gambela (Sud-ouest) fin 2003 et début 2004 lors d’intervention contre des groupes armés coupables de violences ethniques. Le gouvernement éthiopien considère que ce rapport est « complètement infondé et repose sur des mensonges ».
- Soudan : le Conseil de sécurité de l'Onu a adopté à l’unanimité la résolution 1590 présentée par les États-Unis qui prévoit l’envoi d’une Mission des Nations unies au Soudan (Unmis) composée de 10 000 soldats et 715 policiers civils afin de « soutenir l'application de l'accord de paix » au sud-Soudan signé en janvier 2005 par le gouvernement le Mouvement/Armée de libération du Soudan (SPLM/A) de John Garang. Cette mission a un mandat initial de six mois.
- Zimbabwe : Paul Themba-Nyathi, porte-parole du parti de l’opposition Mouvement pour le changement démocratique (MDC), a indiqué que quatre militants de son parti ont été agressés à coups de pierres et de matraques à Zvimba (nord-ouest) par des partisans du président de la république Robert Mugabe. Ces violences ont eu lieu pendant la campagne pour les élections législatives du 31 mars 2005.

## Vendredi25 mars
- Ghana : un incendie s’est déclaré dans le port de Tema (environ 100 kilomètres à l'est d'Accra) faisant au moins 18 morts. L’incendie aurait vraisemblablement pris sur un navire en réparation et a causé des dégâts importants dans plusieurs bâtiments du principal port du Ghana.

## Samedi26 mars
- Niger : l’Union des journalistes privés du Niger (UJPN) et le Réseau des journalistes pour la défense des droits de l’Homme (RJDH) ont dénoncé les arrestations de quatre membres du « collectif contre la vie chère » qui proteste contre la loi de finance 2005 instaurant une TVA de 19 % sur les produits alimentaires. Ce collectif, qui regroupe des associations de consommateurs, de défense des droits de l’Homme et des organisations syndicales, avait appelé jeudi 24 mars à une grève générale pour le 5 avril.
- Togo : à la date de clôture des dépôts des dossiers de candidatures pour l’élection présidentielle du 24 avril 2005, la commission électorale nationale indépendante (CENI) a reçu les candidatures de quatre candidats : Faure Gnassingbé, fils de l’ancien président, Emmanuel Bob Akitani, candidat unique de l’« opposition radicale », Nicolas Lawson, homme d’affaires et président du Parti du renouveau et de la rédemption et Harry Olympio président du parti de l’ « opposition modérée » Rassemblement pour le soutien à la démocratie et au développement.

## Dimanche27 mars
- Mali : à l’issue du match de la 6e journée de qualification pour la Coupe d'Afrique des nations 2006 et la Coupe du monde de football 2006 qui s’est soldé par la défaite de l’équipe du Mali face à celle du Togo (2-1), d’importantes émeutes ont eu lieu. À la fin du match, une partie du public envahit le Stade du 26 mars à Bamako et des jets de pierre se produisent. Les forces de l’ordre qui interviennent avec des gaz lacrymogènes sont débordées. Des joueurs des deux équipes sont insultés et pour certains menacés de mort. Des officiels, dont le premier ministre malien Ousmane Issoufi Maïga sont bloqués pendant plusieurs heures dans le stade. Des émeutes se déclenchent ensuite dans la capitale où pendant une partie de la nuit des milliers de manifestants prennent le contrôle de la ville. Plusieurs édifices sont saccagés ou incendiés comme le Stade Mamadou Konaté et le local du Comité olympique, le mobilier urbain détruit, des commerces, restaurant et petits hôtels détruits et pillés. Les dégâts sont évalués à plusieurs milliards de francs CFA. Si la défaite de l’équipe nationale, baptisée les Aigles est le déclencheur des émeutes (les manifestants réclamant la démission des dirigeants de la Fédération malienne de football), plusieurs personnalités politiques ou universitaires analysent ces flambées de violence par le désarroi de la jeunesse malienne face à la crise scolaire et universitaire et le chômage. Ainsi, Balla Konaré, professeur de droit à l’Université de Bamako a déclaré qu’il s’agissait d’un « signal que le gouvernement doit prendre au sérieux ».
- Tchad : le Comité d’action et de réflexion pour la paix au Tchad dénonce l’empêchement par le gouvernement pour Jean Alingué Bawoyeu et Facho Balam de se rendre à une réunion de l’opposition à Paris et considère que « cette mesure est un déni de démocratie et démontre, une fois de plus, le caractère totalitaire du régime tchadien ».

## Mardi29 mars
- Burkina Faso et Tchad : Nagoum Yamassoum, ministre tchadien des affaires étrangères, en visite officielle à Ouagadougou, et Youssouf Ouédraogo, ministre burkinabé des affaires étrangères et de la Coopération régionale ont signé un accord de coopération et d'entente entre les deux pays. Cet accord prévoit l’harmonisation des points de vue dans les instances internationales, notamment l’Union africaine et la Communauté des États sahélo-sahariens.
- Niger : les cinq leaders de la « coalition contre la vie chère » ont été inculpés de « complot contre la sûreté de l’État et provocation d’attroupements non armés » et emprisonnés.
- Ouganda : une manifestation a réuni plusieurs milliers de musulmans à Kampala pour protester contre le projet de loi sur les relations matrimoniales. Ils redoutent que ce texte remette en cause la polygamie en obligeant un homme marié à demander l’accord de son épouse avant de procéder à un second mariage.

## Mercredi30 mars
- Afrique de l'ouest : plusieurs agences des Nations unies et organisations humanitaires (Bureau de la coordination des affaires humanitaires (OCHA), Fonds des Nations unies pour l'enfance (UNICEF), Programme alimentaire mondial (PAM), Office des Nations unies contre la drogue et le crime (UNODC), Organisation des Nations unies pour l'éducation, la science et la culture (UNESCO), Programme des Nations unies pour le développement (PNUD), la Croix-Rouge, l'Organisation internationale des migrations (OIM), le Fonds des Nations unies pour la population (FNUAP), Organisation mondiale de la santé (OMS), l'Organisation des Nations unies pour l'alimentation et l'agriculture (FAO), le Gorée Institute et le Centre de recherches Europe-Afrique (CREAF) ont lancé à Dakar (Sénégal) un appel de fonds de 190 millions de dollars en faveur de l’Afrique de l’ouest (pays membres de la CEDEAO et la Mauritanie) pour faire face aux besoins liés aux crises humanitaires affectant la région et au risque de famine dans trois pays (Mauritanie, le Mali et le Niger) touchés par l’invasion acridienne.
- UEMOA : sommet de l’Union économique et monétaire ouest-africaine à Niamey (Niger). Mamadou Tandja, président nigérien a été reconduit à la présidence de cette organisation.
- Nigeria : Olusegun Obasanjo, président du Nigeria, a entériné une nouvelle loi qui autorise les syndicats à adhérer à la fédération syndicale de leur choix et non plus au puissant Congrès du travail nigérian (NLC). Cette loi limite également le droit de grèves dans différents secteurs : santé, enseignement, lutte contre les incendies, sécurité, énergie, aviation et l'eau.
- République démocratique du Congo : le Conseil de sécurité des Nations unies a adopté à l'unanimité le 30 mars 2005, la résolution 1592 par laquelle il proroge, jusqu'au 1er octobre 2005, le mandat de la Mission de l'Organisation des Nations unies en République démocratique du Congo (MONUC).

## Jeudi31 mars
- Afrique du Sud : 30 000 employés de la compagnie minière Gold Fields ont entamé une grève illimitée afin d’obtenir des conditions de logements décents, rejoignant  les mineurs de la compagnie Harmony en grève depuis une semaine. Saisie par la société Gold Fields, la justice a déclaré illégale la grève.
- Centrafrique : Jean Willybiro-Sako, président de la Commission électorale mixte indépendante (Cémi) a annoncé que les deux candidats arrivés en tête du premier tour de l’élection présidentielle le 13 mars 2005 étaient François Bozizé, président sortant et Martin Ziguélé, ancien premier ministre, qui ont obtenu respectivement 42,97 % et 23,53 % des suffrages. André Kolingba, ancien président et candidat arrive en troisième position avec 16,36 %. Le second tour de l’élection présidentielle est prévu pour la mi-avril.
- Niger : à l’appel de la « Coalition contre la vie chère », un mouvement de grève générale a été bien suivi dans la capitale Niamey et dans plusieurs villes du pays (Maradi, Taoua, Zinder, Dosso et Agadez).
- Rwanda : à l’issue de pourparlers entre des représentants de la République démocratique du Congo et les rebelles rwandais des Forces démocratiques de libération du Rwanda (FDLR) qui se tenaient à Rome, Ignace Murwanashyaka, président des FDLR a annoncé qu’ils s’engageaient « à cesser la lutte armée et à transformer leur lutte en combat politique ». Il a également « condamné le génocide commis au Rwanda et leurs auteurs ». Plusieurs membres des FDLR sont accusés d’avoir pris part au génocide de 1994.
- Zimbabwe : Élections législatives.